# Merophysia carinulata
Merophysia carinulata là một loài bọ cánh cứng trong họ Endomychidae. Loài này được Rosenhauer miêu tả khoa học năm 1856.